# Schörfling am Attersee
Schörfling am Attersee est une petite commune d'Autriche, proche de Salzbourg, dans le land de Haute-Autriche.

## Jumelage
La commune est jumelée avec :
- Wanfried (Allemagne)